# マドリード条約 (1667年)
マドリード条約（マドリードじょうやく、英語: Treaty of Madrid、スペイン語: Tratado de Madrid）、またはサンドウィッチ卿の条約（サンドウィッチきょうのじょうやく、英: Lord Sandwich's Treaty）は1667年5月27日にイングランド王国とスペイン王国の間で締結された条約。1654年に勃発した英西戦争の終戦に向けた第一歩となった。

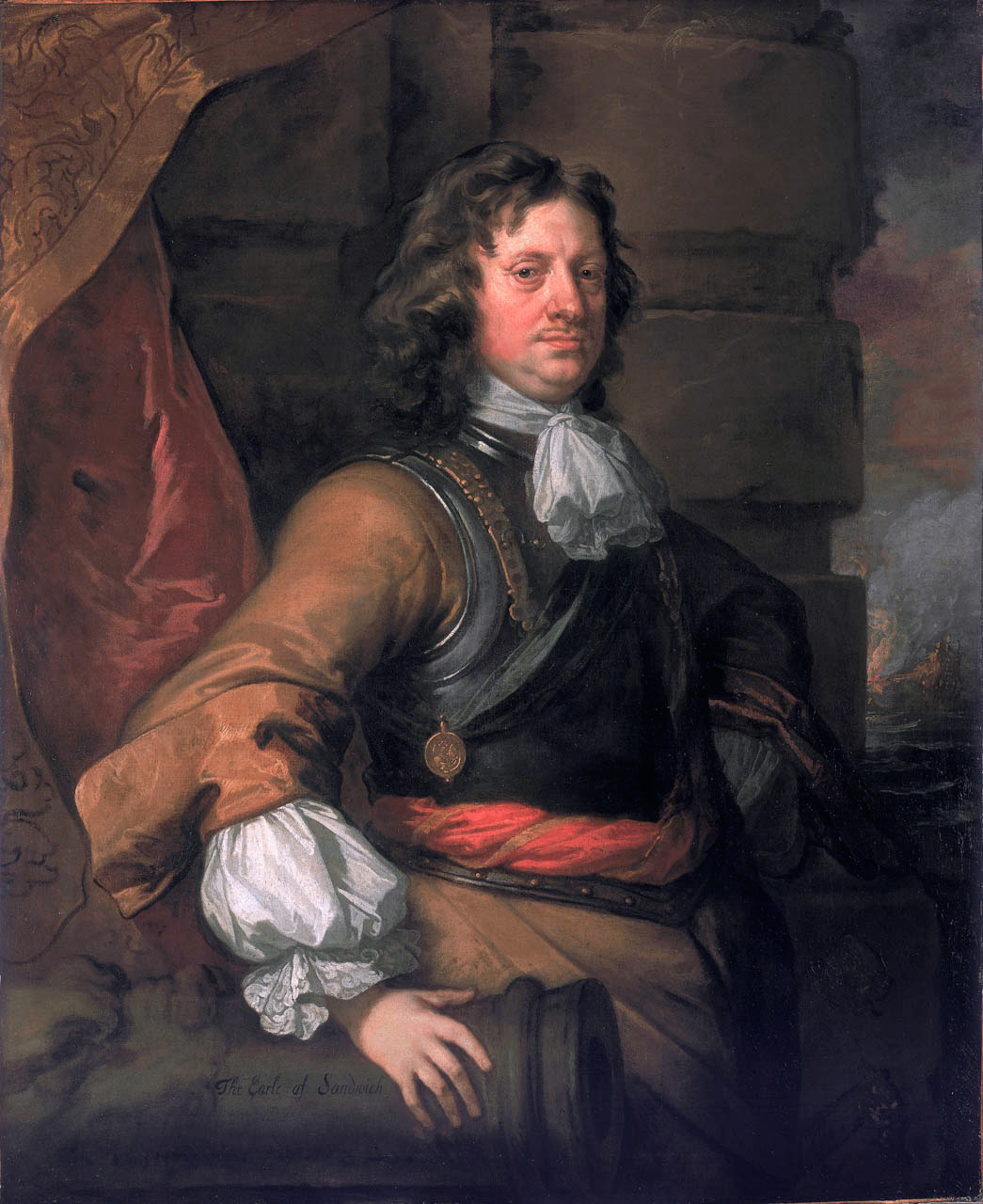
エドワード・モンタギュー

## 背景
1659年にフランス王国とスペイン王国の間で締結されたピレネー条約により、24年間続いたフランス・スペイン戦争が終結した。翌年のチャールズ2世によるイングランド王政復古により、オリヴァー・クロムウェルのイングランド共和国期に勃発した英西戦争も実質的に終結した。英西戦争が勃発した時点で海外追放中のチャールズ2世は1656年のブリュッセル条約でスペインと同盟を締結、戦争中にイングランド共和国が占領した領土の返還を約束した。しかし、スペイン王フェリペ4世がチャールズ2世の復位にほとんど助力を与えられなかったため、チャールズ2世は立場を変えた。1662年、チャールズ2世は当時イベリア連合を破ってポルトガル王政復古戦争を戦っていたブラガンサ朝ポルトガル王国と同盟を締結した。彼は婚姻条約を締結してキャサリン・オブ・ブラガンザと結婚、キャサリンの持参金としてボンベイとタンジェがポルトガルからイングランドに割譲された。チャールズ2世はさらにポルトガルへの遠征軍を派遣して王政復古戦争を援助、スペインが激怒する結果となった。

## 交渉の経過

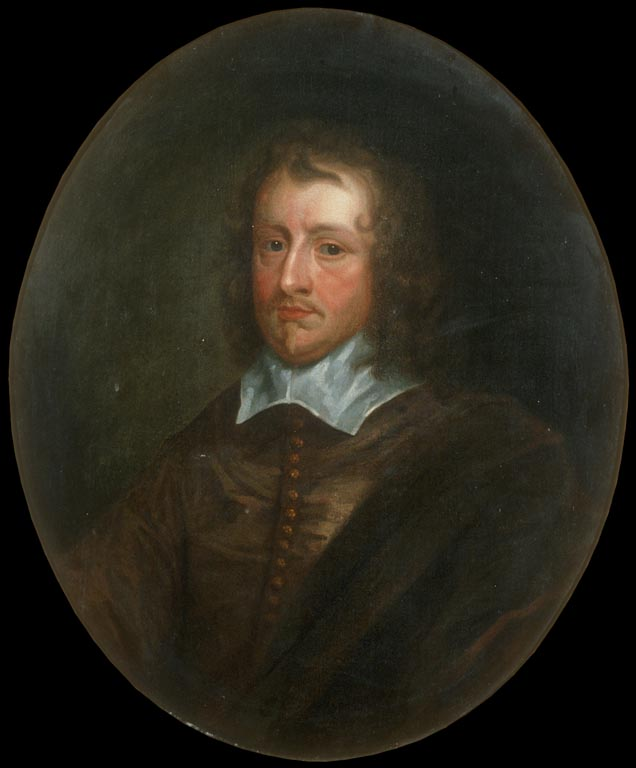
リチャード・ファンショーの肖像画、1640年頃。

英西関係は未だに緊張していたものの、リチャード・ファンショーがスペインに派遣され、ポルトガルとスペインの間で講和を仲介しようとした。その後、ファンショーは1664年にスペイン駐在イングランド大使に任命され、スペインとの通商条約交渉を命じられた。彼は同時にイングランドの海軍力がスペインのそれより上であることと、スペインが西インド諸島の情勢を支配できていないことを指摘して、イングランド商人への不法行為の補償を求めた。しかし、イングランドとスペインが貿易をめぐって競争状態にあり、フェリペ4世の顧問官の間で意見の食い違いが出ていた上にフェリペ4世自身の健康が悪化していたため、交渉が長引いてしまった。また、イングランド側もポルトガルを援助し続け、以前の条約に違反していたため、スペインはファンショーが着任してから8か月経っても交渉に及び腰であった。そのため、ファンショーはスペイン・ポルトガル間の講和を再び仲介しようとしたが、第二次英蘭戦争が勃発したこととフランスとの関係が不安定だったためイングランドは交渉に集中できず、ファンショーはスペインからの譲歩を引き出すことに失敗した。
1665年6月、イングランドとポルトガルの連合軍はモンテス・クラロスの戦いでスペイン軍を決定的に敗走させた。スペインはもはや勝ち目がないと観念してファンショーが出した条件に同意するようになり、数か月後の12月17日にはファンショーがメディナ＝シドニア公爵との交渉をまとめて条約を締結、イングランド商人に有利な条件を引き出すことに成功した。その1か月後にはスペインの要請を受けてリスボンに向かい、条約に加入するよう説得しようとしたが、3月8日には失敗してサー・ロバート・サウスウェルとともに戻ってきた。この失敗により、チャールズ2世は条約を批准せず、ファンショーの条約締結を越権行為として彼を罷免、代わりにサンドウィッチ卿を派遣した。
スペイン側ではポルトガルとフランスが1667年3月のリスボン条約で同盟を締結したため情勢がさらに悪化、フランス王ルイ14世はイングランドが30か月内にスペインと講和した場合、スペインに宣戦布告するかポルトガルに90万クルザードの援助金を与えることに同意した。

## マドリード条約
このように悲惨な状況におかれたスペインは数か月後にようやくイングランドとの講和に動き出し、ファンショーの条約が（いくつかの相違点を除き）またしても持ち上がった。イングランドが1630年のマドリード条約を更新することを拒否したため、両国は新しい条約を2つ締結した。1つは通商条約で、もう1つはイングランドによるポルトガルとスペインの停戦仲介を予想した上での合意である。
スペインがマドリード条約で大きく譲歩した結果、イングランドは最恵国待遇を獲得、スペインのヨーロッパにおける貿易ではネーデルラント連邦共和国と同様の待遇を得た。イングランドはさらに喜望峰のどちら側（東か西）の植民地から持ち込まれた品物にかかわらず、スペインに持ち込むことが許された。これはファンショーの条約では記載されていない条項である。

## その後
条約はイングランドに大きく有利であり、イングランドの政治家も商人もそれを歓迎した。イギリス東インド会社の貿易業者はインドの在外商館からスペイン領東インドに品物を持ち込むことができるようになった。一方で戦争の起因であった西インド諸島のイングランド領は定住がなされなかったままであったが、英西間の和平に向けた大きな一歩であることには変わりなかった。
翌年、ポルトガル国王アフォンソ6世がクーデターで廃位、追放され、ポルトガルはイングランドとの関係を修復してフランスとの同盟を事実上無効にした。これにより、イングランドによる仲介はマドリード条約に基づく義務として行われ、イギリスからポルトガルへの遠征軍は目的が達成されたとして解散された 。1668年2月13日、スペインとポルトガルの間でリスボン条約が締結され、サンドウィッチ卿の仲介により講和が成立した。ポルトガルの独立を目指す長きにわたる戦争は終結、スペインはポルトガルのブラガンサ朝を承認した。
カリブ海の英西間の領土紛争はこの条約では解決されず、3年後の1670年マドリード条約でジャマイカとケイマン諸島がスペインからイングランドに割譲された。